# ادوارد کارینگتون
ادوارد کارینگتون (Edward Carrington) (زادهٔ ۱۱ فوریه ۱۷۴۸ – درگذشتهٔ ۲۸ اکتبر ۱۸۱۰)، سرباز و دولت‌مرد آمریکایی از ویرجینیا بود. او در جریان جنگ انقلاب آمریکا، سرهنگ دوم توپخانه در ارتش قاره‌ای شد. وی به عنوان مسئول عمومی تدارکات، در نبرد جنوبی ژنرال ناتانیل گرین نقش خود را برجسته ساخت. او در نبرد مونماوت و محاصره یورک‌تاون مسئولیت فرماندهی توپخانه را بر عهده داشت. او در نبردهای کووپنس، گیلفرد کورت هاوس و هابکیرکز هیل نیز حضور داشت. در دوران جنگ، او دوست نزدیک جرج واشینگتن شد. کارینگتون در سومین کنگره قاره‌ای خدمت نموده و نخستین مارشال ایالات متحده بود که در ایالت خودش گماشته شده بود. او یکی از اعضای اولیه انجمن سین‌سیناتی بود.

## خانواده
ادوارد کارینگتون در ۱۱ فوریه ۱۷۴۸ در بوستون هیل پلنتیشن در نزدیکی شهر کارترسویل در شهرستان گوچلند، ویرجینیا که بعداً به شهرستان کمبرلند، ویرجینیا تقسیم شد، به‌دنیا آمد. او هشتمین فرزند از ۱۱ فرزند جرج کارینگتون و اِن مایو بود. پدر وی جرج در ۱۷۲۷ میلادی از باربادوس به ویرجینیا آمد و در حدود ۱۷۳۲ میلادی با اِن ازدواج کرد، در آن زمان پدر وی ۲۱ سال و مادرش ۲۰ سال داشت. برادر بزرگ ادوارد، پاول کارینگتون یک قاضی بسیار مشهور شد.
ادوارد با الیزابت جاکولین امبلر برنت کارینگتون (۱۷۶۵ – ۱۸۴۲ میلادی) ازدواج نموده و این زوج هیچ فرزندی نداشتند. ادوارد دومین همسر الیزابت بود؛ همسر اولی وی ویلیام برنت درگذشت. او به‌طور مشترک انجمن بشردوستانه زنان را در حدود ۱۸۰۵ میلادی جهت کمک به دختران و زنان جوان بی‌خانمان تأسیس نمود، این انجمن امروزه بنیاد یادبود برای کودکان یاد می‌شود.

## جنگ انقلاب آمریکا

### ۱۷۷۵ – ۱۷۷۷ میلادی
کارینگتون در رشته حقوق تحصیل نموده و دفتر وکالت باز کرد. او همچنین یک کشت کلان را در مناطق جنوبی ویرجینیا مدیریت می‌کرد. در ۱۷۷۵ تا ۱۷۷۶میلادی، او عضو کمیته انقلابی شهرستان گوچلند شد. ایالت ویرجینیا در ۱ دسامبر ۱۷۷۵ یک گروهان توپخانه ایجاد کرد. در ۱۳ فوریه ۱۷۷۶، مقامات این ایالت کاپیتان جیمز اینز و چارلز هریسون، ساموئل دینی و کارینگتون را به عنوان ستوان گماشتند. کنگره قاره‌ای واحد توپخانه که در ویرجینیا ساخته شده بود را در ۱۹ مارس در ارتش قاره‌ای پذیرفته و درخواست نمودند تا یک واحد توپخانه دومی نیز در ویرجینیا تشکیل شود. اینز پس از مدت کوتاهی به پیاده‌نظام ملحق شد.
در اواخر ۱۷۷۶ میلادی، جرج واشینگتن به رئیس توپخانه خود هنری ناکس دستور داد تا کار روی تأسیس سه هنگ توپخانه را برای حمایت از ارتش قاره‌ای آغاز نماید. مجوز هنگ توپخانه هریسون در ۲۶ نوامبر ۱۷۷۶ صادر شده و در مناطق جنوبی توظیف گردید. قرار شد تا ساختار این هنگ از دو گروهان موجود به ۱۰ گروهان افزایش یابد. هریسون به عنوان سرهنگ این هنگ توپخانه گماشته شده و کارینگتون سرهنگ دوم و دومین نفر در فرماندهی شد. هر گروهان متشکل از چهار افسر، یک گروهبان، چهار سرجوخه، چهار زنبورک چی، هشت توپچی (تیرانداز) و ۴۸ سرباز توپخانه (matross) بود. این هنگ در جریان سال ۱۷۷۷ میلادی از ویرجینیا حراست می‌نمودند.

### ۱۷۷۸ – ۱۷۸۰ میلادی
در ۱۳ مارس ۱۷۷۸، هنگ هریسون به ارتش اصلی منتقل شد. کارینگتون در نبرد مونماوت در ۲۸ ژوئن، عملکرد شگرفی از خود نشان داد. نبرد که در اوایل بعد از ظهر آغاز شده و برای دو ساعت ادامه داشت، ۱۰ تا ۱۴ توپ صحرایی آمریکای به مصاف هشت توپ سنگین و دو توپ هاویتزر بریتانیایی‌ها رفتند. جنگ‌افزارهای کارینگتون در جناح چپ نیروهای آمریکایی تحت فرماندهی ویلیام الکساندر، لرد استرلینگ قرار داده شده بود. در ۱۰ اوت ۱۷۷۹، هنگ هریسون به هنگ توپخانه اول قاره‌ای تغییر نام داده شد. در مارس ۱۷۸۰، کارینگتون همراه با آرتور سنت کلیر و الکساندر همیلتون به عنوان عضو کمیسیون معاوضه زندانیان، خدمت کردند.
در ۱۷ آوریل ۱۷۸۰، هنگ اول توپخانه در مناطق جنوبی توظیف گردید. کارینگتون به عنوان فرمانده سه گروهان توپخانه، با نیروهای جوهان دی کالب به سمت جنوب اعزام شد. هریسون به‌طور غیرمنتظره به دی کالب ملحق شده و هنگام رسیدن نیروها به کارولینای شمالی، فرماندهی تیراندازهای توپچی را در دست گرفت و کارینگتون بیکار شد. در ۲۵ ژوئیه، هوراتیو گیتس به‌جای دی کالب فرماندهی نیروها را در دست گرفته و یک مأموریت جدید به کارینگتون داد. گیتس به وی دستور داد تا روی بهترین گذرگاه‌های رودخانه روآنوک برای تأمین تدارکات نیروهای آمریکا تحقیق نموده و بهترین مسیرهای عقب‌نشینی را دریابد. نیروهای آمریکایی تحت رهبری گیتس در ۱۶ اوت ۱۷۸۰ در جریان نبرد کمدن به‌طور کامل درهم شکسته شد.
ناتانیل گرین فرماندهی ارتش آمریکایی در جنوب را در ۳ دسامبر در دست گرفت. رهبر جدید نیز به کارینگتون دستور داد تا به بررسی و اکتشاف مسیرهای ممکن عقب‌نشینی ادامه دهد، کاری که بنا بر یادداشت تاریخ‌نویس مارک ام. بواتنر سوم، «سرنوشت ساز ثابت شد». گرین ارتش خود را به سه بخش تقسیم کرد: ۶۰۰ مرد تحت فرماندهی دانیل مورگان، ۱۱۰۰ مرد تحت رهبری ایزاک هوگر در چراو، کارولینای جنوبی و نیروهای سبک تحت رهبری «اسب چابک» هری لی. گرین، کارینگتون را به عنوان مسئول عمومی تدارکات نظامی گماشت. در آن زمان هیچ پولی در صندوق نظامی نبود، با این وجود تأمینات ارتش به‌طور منظم فراهم می‌گردید. یکی از وظایف جدید وی بررسی رودخانه دان بود، رودخانه‌ای که شاخابه جنوبی رود روآنوک را تشکیل می‌داد. لی بعدها یک گزارش درخشان از انجام موفقیت‌آمیز این وظیفه توسط کارینگتون نوشت.

### ۱۷۸۱ – ۱۷۸۳ میلادی
مورخ بواتنر براین عقیده بود که، «این برنامه‌ریزی قبلی موجب شد تا کارینگتون راه‌حلی را پیشنهاد نماید که احتمالاً ارتش جنوبی را نجات داد». در ۱۷ ژانویه ۱۷۸۱، نیروی ۱٬۱۰۰ نفری آمریکایی تحت رهبری مورگان، همان تعداد نیروهای بریتانیایی تحت رهبری بناستر تارلتون را در نبرد کووپنس درهم شکست. آمریکایی‌ها گزارش دادند که از جناح بریتانیایی‌ها ۱۰۰ نفر کشته، ۲۲۹ نفر مجروح و ۶۰۰ نفر اسیر شده‌اند، در حالیکه از طرف خود تنها ۱۲ نفر کشته و ۶۰ نفر زخمی دارند. کارینگتون در این نبرد حضور داشت. مورگان با فرستادن ستون نظامی زندانی‌های خود به ویرجینیا، به سرعت صحنه پیروزی تماشایی خود را ترک نمود تا به نیروهای گرین ملحق شود. گرین به این مسئله پی برد که لرد چارلز کورن‌والیس با ارتش اصلی بریتانیا به زودی به دنبال مورگان خواهد رفت. او تصمیم گرفت به ویرجینیا عقب‌نشینی نماید، به این امید که کورن‌والیس او را تعقیب خواهد کرد. گرین به کارینگتون دستور داد تا قایق‌ها را در رودخانه دان گردآوری کند و به ستون‌های جداگانه خود تحت رهبری مورگان، لی و هوگر دستور داد تا به‌سوی یک محل گردهمایی در شمال بشتابند.
در ۱ فوریه ۱۷۸۱، توپخانه تارلتون از رودخانه کاتاوبا عبور نموده و شبه‌نظامیان کارولینای شمالی را در نبردهای کاوونز فورد و تورینسز تاورن از هم متفرق کرد. در ۲ فوریه، مورگان قایق‌های را دریافت که در قلعه تجاری (Trading Ford) در رودخانه یادکین منتظر وی بودند؛ همان شبی که نیروهای وی عبور نمودند. مورگان، هوگر و لی در ۷ فوریه در گیلفرد کورت هاوس، کارولینای شمالی گردهم آمدند. در این زمان، هم گرین و هم کورن‌والیس تقریباً در همان فاصله از کشتی دیکس در رود دان قرار داشتند. کارینگتون توصیه نمود که نیروهای آمریکایی باید ۲۰ مایل (۳۲ کیلومتر) جلوتر از طریق کشتی اروین و ۴ مایل (۶ کیلومتر) جلوتر از آن از طریق کشتی بوید از رودخانه دان عبور نمایند. پیشنهاد وی تأیید شد و کارینگتون ترتیبات لازم برای انتقال قایق‌ها به گذرگاه‌های پایینتر رودخانه را اتخاذ نمود. یک پس قراول ۷۰۰ نفری موظف گردید تا کورن‌والیس را متوقف نمایند. چون مورگان بنابر وضعیت پزشکی نامساعد بر ترک ارتش پافشاری نمود، اتو ویلیامز فرماندهی نیروی پس قراول را بر عهده گرفت.
در ۱۰ فوریه، ارتش گرین گیلفرد کورت هاوس را ترک نموده و به‌سوی دو گذرگاه پیشنهاد شده از سوی کارینگتون، واقع در ۷۰ مایلی (۱۱۳ کیلومتری) شمال‌شرق، حرکت کردند. ویلیامز موفق شد برای دو روز کورن‌والیس را از یافتن مسیر واقعی عقب‌نشینی گرین متوقف نماید. تا صبح ۱۳ فوریه، تارلتون خط واقعی عقب‌نشینی گرین را تشخیص داده بود. کورن‌والیس برای فریب آمریکایی‌ها، پیش قراول‌های خود را به همان جاده فرستاد و خودش با ارتش اصلی به‌طور ناگهانی به مسیری دورتر در شرق حرکت کرد. تمامی قایق‌های کارینگتون حالا در کشتی‌های باربری اروین و بوید بودند، از این‌رو او با دیدن یپش قراول‌های بریتانیایی، فرماندهی واحد سواره نظام را در دست گرفت. کارینگتون ملاحظه نمود که پیش قراول‌های بریتانیایی از سرعت خود می‌کاستند و این امر یکجا با برخی اطلاعات دیگر، تغییر مسیر کورن‌والیس را تأیید می‌کرد. هر دو ارتش بدون استراحت به مصاف همدیگر رفتند، آمریکایی‌ها سعی می‌کردند به کشتی بوید برسند و جلو پیشروی دشمنان خود را بگیرند و بریتانیایی‌ها تلاش می‌کردند تا آنها را پای‌مال کنند. ویلیام در ظهر ۱۴ فوریه پیام خوشی از گرین دریافت نمود که ارتش اصلی آمریکایی از رود دان عبور کرده و در ساحل شمالی امن هستند. در ۹ بعد از ظهر، آخرین سواره نظام آمریکایی، در حالیکه لی و کارینگتون در آخرین قایق بودند، از رودخانه دان عبور و به کشتی بوید رسیدند. کورن‌والیس که با بلند آب و کمبود قایق مواجه بود، به‌سوی هیلزوو، کارولینای شمالی عقب‌نشینی کرد.

## ارجاعات
1. 1 2  Pecquet du Bellet 1976, p. 47.
2. ↑  Goode 1887, p. 129.
3. ↑  Kerrison, Catherine (2017). "Elizabeth Jaquelin Ambler Brent Carrington Biography". Dictionary of Virginia Biography, Library of Virginia. Retrieved 2021-10-08.
4. 1 2 3  Tucker 2018, p. 242.
5. ↑  Wright 1989, p. 70.
6. ↑  Wright 1989, p. 102.
7. 1 2 3 4  Wright 1989, pp. 335–336.
8. ↑  Wright 1989, p. 103.
9. ↑  Morrissey 2008, p. 71.
10. 1 2 3  Boatner 1994, p. 184.
11. ↑  Boatner 1994, pp. 165–169.
12. ↑  Boatner 1994, pp. 1018–1019.
13. 1 2  Boatner 1994, p. 185.
14. ↑  Boatner 1994, pp. 291–301.
15. ↑  Boatner 1994, p. 1021.
16. ↑  Boatner 1994, p. 1023.
17. ↑  Boatner 1994, p. 1025.
18. ↑  Boatner 1994, pp. 1025–1026.